# Stjepan Mesić
Stjepan (“Stipe”) Mesić (Orahovica, 24 december 1934) is een Kroatisch politicus. Hij was van 19 februari 2000 tot 18 februari 2010 de president van Kroatië. In januari 2005 werd hij herkozen tot een tweede termijn van vijf jaar. Hij is lid van de Kroatische Volkspartij (HNS).
Mesić is een afgestudeerd jurist van de universiteit van Zagreb. Hij is getrouwd en heeft twee kinderen.
Tijdens zijn studententijd werd Mesić als studentenleider een jaar vastgezet door de communisten, na zijn deelname in de Kroatische Voorjaarsbeweging in 1971. Toch kon hij in het Joegoslavië van Tito carrière maken. Mesic was in 1990 de eerste niet-communistische premier van de deelrepubliek Kroatië. Hij maakte deel uit van het collectieve presidentschap van Joegoslavië en was in 1991 de laatste roulerende president van de federatie. Het verzet van Slobodan Milošević tegen Mesićs presidentschap was een van de aanleidingen tot de Oorlogen in Joegoslavië.
In 1992, na de onafhankelijkheid van Kroatië, werd hij hoofd van de Sabor, het nationale parlement. Hij deed dat toen nog namens de Kroatische Democratische Unie (HDZ). In 1994 verliet hij de partij door politieke onenigheid met president Franjo Tuđman. Hij probeerde zelf een partij, de Kroatische Onafhankelijke Democraten (HND), op te zetten. Dit kostte hem zijn leiderschap van de Sabor. In 1997 besloten Mesić en een deel van de HND om toe te treden tot de Kroatische Volkspartij.
Al tien dagen na zijn inauguratie installeerde de nieuwe president een commissie van staatsrechtgeleerden met de opdracht, om de presidentiële bevoegdheden drastisch te beperken. Mesić maakte van Kroatië in korte tijd een parlementaire democratie, die geschikt was om tot de Europese Unie toe te treden.
Franjo Tuđman · Stjepan Mesić · Ivo Josipović · Kolinda Grabar-Kitarović · Zoran Milanović
- Bibsys: 2078206
- Bibliothèque nationale de France: cb12542346r (data)
- CiNii: DA14378451
- Gemeinsame Normdatei: 13056057X
- International Standard Name Identifier: 0000 0001 0928 1054
- Library of Congress Control Number: n93037122
- Nationale Bibliotheek van Letland: 000198239
- Nationale Bibliotheek van Tsjechië: jo2002100688
- Nationale Bibliotheek van Israël: 987007265350505171
- Nationale en Universitaire bibliotheek Zagreb: 000101298
- Nederlandse Thesaurus van Auteursnamen: 288073819
- Réseau des bibliothèques de Suisse occidentale: 02-A009583083
- Système universitaire de documentation: 034696091
- Virtual International Authority File: 98053274
- WorldCat: E39PBJxWQfVbWrCWvDKbRTB773